# Argyrīs Kampetsīs
Argyrīs Kampetsīs (in greco Αργύρης Καμπετσής?; Atene, 6 maggio 1999) è un calciatore greco, attaccante svincolato.

## Carriera

### Club
Cresciuto nei settori giovanili di AEK Atene e Olympiacos, il 23 giugno 2017 viene acquistato per 300.000 euro dal Borussia Dortmund, con cui firma un quadriennale. Dopo una stagione trascorsa con la squadra riserve dei gialloneri, il 22 agosto 2018 passa al Panathīnaïkos, legandosi ai verdi fino al 2021.

### Nazionale
Dopo aver giocato con le varie rappresentative giovanili greche, il 16 novembre 2018 ha esordito con la nazionale Under-21 greca, nella partita di qualificazione all'Europeo 2019 persa per 0-1 contro l'Austria.

## Statistiche

### Presenze e reti nei club
Statistiche aggiornate al 18 gennaio 2023.
| Stagione             | Squadra              | Campionato           | Campionato | Campionato | Coppe nazionali | Coppe nazionali | Coppe nazionali | Coppe continentali | Coppe continentali | Coppe continentali | Altre coppe | Altre coppe | Altre coppe | Totale | Totale |
| Stagione             | Squadra              | Comp                 | Pres       | Reti       | Comp            | Pres            | Reti            | Comp               | Pres               | Reti               | Comp        | Pres        | Reti        | Pres   | Reti   |
| -------------------- | -------------------- | -------------------- | ---------- | ---------- | --------------- | --------------- | --------------- | ------------------ | ------------------ | ------------------ | ----------- | ----------- | ----------- | ------ | ------ |
| 2017-2018            | Borussia Dortmund II | RL                   | 14         | 0          | -               | -               | -               | -                  | -                  | -                  | -           | -           | -           | 14     | 0      |
| 2018-2019            | Panathīnaïkos        | SL                   | 20         | 2          | CG              | 4               | 1               | -                  | -                  | -                  | -           | -           | -           | 24     | 3      |
| 2019-2020            | Panathīnaïkos        | SL                   | 10+8       | 0          | CG              | 2               | 1               | -                  | -                  | -                  | -           | -           | -           | 20     | 1      |
| 2020-2021            | Panathīnaïkos        | SL                   | 14+5       | 3+0        | CG              | 1               | 0               | -                  | -                  | -                  | -           | -           | -           | 20     | 3      |
| 2021-2022            | Willem II            | E                    | 17         | 0          | CO              | 1               | 0               | -                  | -                  | -                  | -           | -           | -           | 18     | 0      |
| 2022-2023            | Panathīnaïkos        | SL                   | 0          | 0          | CG              | 1               | 0               | UECL               | 2                  | 0                  | -           | -           | -           | 3      | 0      |
| Totale Panathīnaïkos | Totale Panathīnaïkos | Totale Panathīnaïkos | 44+13      | 5+0        |                 | 8               | 2               |                    | 2                  | 0                  |             | -           | -           | 67     | 7      |
| Totale carriera      | Totale carriera      | Totale carriera      | 88         | 5          |                 | 9               | 2               |                    | 2                  | 0                  |             | -           | -           | 99     | 7      |